# Stray
Stray – komputerowa gra przygodowa wyprodukowana przez francuską wytwórnię BlueTwelve Studio i wydana przez spółkę Annapurna Interactive. Ukazała się 19 lipca 2022 roku na Microsoft Windows, PlayStation 4 i PlayStation 5, 10 sierpnia 2023 roku na Xbox One i Xbox Series oraz 5 grudnia 2023 na macOS.
Fabuła opowiada o podróży bezdomnego kota (stray oznacza „przybłędę” po angielsku), który wpada do objętego kwarantanną miasta zamieszkanego przez roboty, maszyny i zmutowane bakterie, po czym podejmuje się powrotu na powierzchnię za pomocą drona-towarzysza B-12. Gra ukazana jest z perspektywy trzeciej osoby. Gracz przemierza świat gry, skacząc po platformach i wspinając się po przeszkodach, a także może wchodzić w interakcję z otoczeniem, otwierając nowe ścieżki. Używając B-12, może przechowywać przedmioty znalezione na całym świecie gry i hakować technologię, aby rozwiązywać zagadki. Przez całą grę gracz musi unikać wrogich Zurków i Strażników, którzy próbują go zabić.
Produkcja gry zaczęła się w 2015 roku, pod kierownictwem założycieli BlueTwelve Studio, Colasa Kooli i Vivien Mermet-Guyenet, którzy po działalności w Ubisoft Montpellier chcieli poprowadzić niezależny projekt. Przy publikacji gry nawiązali współpracę z Annapurną Interactive. Na estetykę Stray miał wpływ wygląd Kowloon Walled City, które według twórców mógł odpowiednio eksplorować kot. System gry został zainspirowany kotami twórców, Murtaughem i Riggsem, a na potrzeby badań zespół przejrzał zdjęcia i filmy przedstawiające koty. Oboje odkryli, że gra kotem oferuje ciekawe możliwości projektowania poziomów, ale wiąże się z wyzwaniami w odkryciu równowagi między projektowaniem a rozgrywką. Decyzja o zaludnieniu świata robotami również wpłynęła na narrację i tło fabularne.
Stray został zapowiedziany w 2020 roku i był niezwykle oczekiwany. Po pewnych opóźnieniach został wydany 19 lipca 2022. Otrzymał ogólnie pozytywne recenzje; krytycy chwalili oprawę graficzną, system rozgrywki, opowiadanie historii, oryginalną ścieżkę dźwiękową i elementy platformowe, chociaż recenzje co do sekwencji walki i skradania się były podzielone. Gra zyskała uznanie w postaci nagród Game Awards, Game Developers Choice Awards i Golden Joystick Awards, a także znalazła się w zestawieniach kilku publikacji pod koniec roku. W 2023 roku zapowiedziano realizację adaptacji na film animowany.

## Streszczenie
Gdy grupa czterech bezdomnych kotów wędruje przez ruiny opuszczonego obiektu, jeden z nich zostaje oddzielony od pozostałych, gdy wpada w przepaść prowadzącą do bezludnego podziemnego miasta. Kot znajduje laboratorium, w którym pomaga wszczepić sztuczną inteligencję do ciała małego drona, który określa się mianem B-12. Dron wyjaśnia, że wcześniej pomagał naukowcowi, ale znaczna część jego pamięci została uszkodzona i potrzebuje czasu, aby odzyskać siły. B-12 obiecuje pomóc kotu w powrocie na powierzchnię i towarzyszy mu w dalszej części miasta. W miarę postępów oboje partnerów odkrywa, że chociaż miasto jest całkowicie pozbawione ludzkiego życia, egzystują w nim roboty niegdyś będące na usługach ludzi. Pod nieobecność ludzi roboty zyskały samoświadomość i zbudowały własne społeczeństwo wśród ruin miasta, ale także zostały uwięzione pod ziemią. Ruiny są opanowane przez Zurki, zmutowane bakterie, które ewoluowały, by pożreć wszelkie życie organiczne i roboty.
Duet spotyka Momo, członka grupy robotów, których celem jest znalezienie sposobu na powrót na powierzchnię. Z pomocą wspólników Momo kot i B-12 udają się do sektora Śródmieścia. Tam znajdują Clementine, kolejną członkinię grupy, która planuje ukraść baterię atomową do zasilania pociągu metra prowadzącego na powierzchnię. Trio zostaje złapane i aresztowane przez Strażników, ale kot pomaga Clementine i B-12 uciec z więzienia. Clementine zostaje, aby odwrócić uwagę Strażników, podczas gdy Kot i B-12 uciekają metrem, które zabiera ich do centrum kontroli miasta. B-12 w końcu odzyskuje wszystkie wspomnienia. Ujawnia, że początkowo był naukowcem, który próbował przesłać własną świadomość do ciała robota, ale proces ten nie powiódł się, aż pojawił się kot. B-12 pamięta, że podziemne miasto zostało zbudowane, aby chronić ludzkość przed katastrofą na powierzchni, ale epidemia doprowadziła do śmierci wszystkich ludzi. Zdając sobie sprawę, że dziedzictwem ludzkości są teraz roboty i kot, B-12 poświęca się, aby otworzyć bramy nad miastem, wystawiając je na działanie światła słonecznego, które zabija Zurki i unieszkodliwia Strażników. Gdy główne wyjście jest już otwarte, kot opuszcza miasto i dociera na powierzchnię. Gdy kot wychodzi, ekran w pobliżu wyjścia miga i się aktywuje.

## Rozgrywka
Stray jest komputerową grą przygodową obserwowaną z perspektywy trzeciej osoby. Gracz steruje bezdomnym kotem, który skacze po platformach i wspina się po przeszkodach, a także może otwierać nowe ścieżki, wchodząc w interakcję z otoczeniem. Może na przykład wskakiwać na wiadra, przewracać puszki z farbą, obsługiwać automat i drapać przedmioty. Gracz musi rozwiązywać zagadki, aby rozwijać narrację, co często wiąże się z przesuwaniem przeszkód. Opcjonalne czynności obejmują spanie, miauczenie i przytulanie się do postaci niezależnych, co często wywołuje ich reakcję. Niektóre poziomy zawierają elementy otwartego świata, pozwalające graczowi swobodnie się poruszać.
Graczowi towarzyszy dron-towarzysz B-12, który pomaga mu w tłumaczeniu języków innych postaci, przechowywaniu znalezionych w świecie przedmiotów, dostarczaniu im światła oraz hakowaniu różnych technologii w celu otwierania ścieżek i rozwiązywania zagadek. W trakcie gry gracz odnajduje kilka wspomnień o B-12, co nadaje historii większy kontekst. Większość z tych wspomnień jest opcjonalna, ale niektóre można odblokować w miarę postępów w fabule. Gracz może zbierać odznaki, które umieszczane są na kocim plecaku.
Świat zamieszkują roboty, które często zlecają graczowi znalezienie obiektów, które ujawniają więcej informacji i posuwają narrację do przodu. Niektóre roboty wykonują opcjonalne zadania, jak np. Morusque, który odtwarza piosenki, gdy otrzyma nuty znalezione w slumsach. Gracz może wchodzić w interakcję z większością robotów w świecie przedstawionym. Stray przedstawia dwa rodzaje wrogów, którzy mogą zabić gracza: Zurków, czyli wielką zmutowaną bakterią, która może się rozprzestrzeniać i pożreć kota, oraz Strażników, czyli milicję dronów, które próbują zastrzelić gracza, gdy go zauważą. Podczas części gry gracz może dołączyć tzw. Defluxor do B-12, co pozwala kotu zniszczyć Zurki. Defluxora można używać tylko przez ograniczony czas, zanim B-12 się przegrzeje i wymaga krótkiego ładowania.

## Produkcja

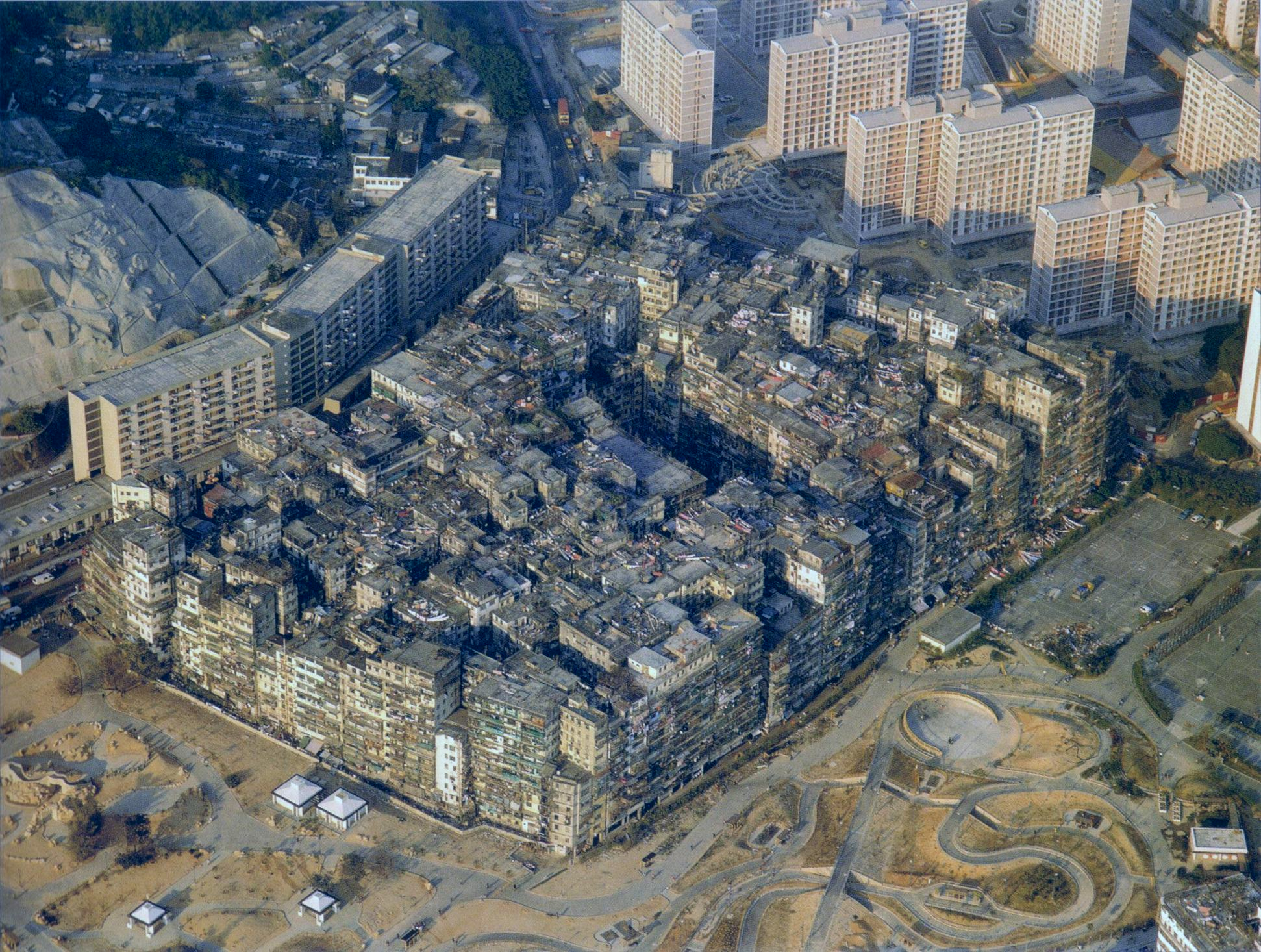
Na estetykę podziemnego świata Stray wpłynęło Kowloon Walled City

Współzałożyciele BlueTwelve, Colas Koola i Vivien Mermet-Guyenet, rozpoczęli pracę nad Stray, pierwotnie pod nazwą HK_Project, ponieważ po pracy w Ubisofcie chcieli stworzyć niezależny projekt. Po udostępnieniu materiału filmowego z gry na Twitterze wydawnictwo Annapurna Interactive skontaktowało się z nimi w kwietniu 2016 w sprawie wydania projektu. W celu stworzenia gry założono studio BlueTwelve w Montpellier. Gra wykorzystuje silnik Unreal Engine 4.
Na estetykę Stray duży wpływ miało Kowloon Walled City. Zespół programistów rozpoczął kilka testów graficznych środowiska oraz budynków, po czym uznał, że miasto jest „idealnym placem zabaw dla kota” ze względu na różne ścieżki i punkty widokowe. Zespół odkrył, że rozgrywka z udziałem kota dała ciekawe możliwości projektowania poziomów, szczególnie w odniesieniu do elementów z gier platformowych i łamigłówek. Członkowie zespołu stanęli przed wyzwaniami artystycznymi i technicznymi związanymi z pogodzeniem ciekawego projektu gry z otwartym światem, jako że elementy typowo dekoracyjne – jak rury i kanały powietrzne – są ścieżkami do eksploracji w Stray. La Fourmillière, lokalizacja znajdująca się w grze, pozwoliła zespołowi eksperymentować z pionowym projektem gry i zapewnić graczowi kilka ścieżek. Zespół zdecydował się unikać standardowych wyzwań platformowych na wczesnym etapie tworzenia, gdy zauważył, że gracze konsekwentnie pomijają skoki, co jego zdaniem „nie dawało wrażenia bycia kotem”. Według producenta Swanna Martina-Rageta ruchy kota są bardziej płynne, co skłoniło zespół do stworzenia własnego systemu poruszania się z przewodnikiem, przy jednoczesnym zapewnieniu swobody wyboru. Zespół odkrył, że dźwięki i wibracje kontrolera DualSense zwiększały fizyczność i interaktywność gry w roli kota, a niski kąt kamery pozwalał na głębszą obserwację otoczenia niż w przypadku „ludzkiego bohatera”.
Gra została zainspirowana zachowaniem kotów założycieli studia, Murtaughem i Riggsem. Większość członków zespołu posiadała koty, co zapewniło im ciągłą inspirację i punkt odniesienia. Kiedy koty z biura zaczęły reagować i wchodzić w interakcję z kotami w grze, zespół zdał sobie sprawę, że jego wybory były owocne. Chociaż gra jest „listem miłosnym” o kotach z zespołu, studio wyraźnie unikało robienia z niej gry symulacyjnej na rzecz grywalności. Sekwencje akcji zostały dodane tak, aby zapewnić graczowi pewien poziom stresu, a zespół chciał zbudować rytm, który umożliwiłby dalszy rozwój historii. Sekwencja, w której gracz może zabić Zurki, była postrzegana przez Koolę i Mermet-Guyenet jako zemsta za inwazję pluskiew, której doświadczyli. Interfejs użytkownika został utrzymany w minimalnym zakresie, a wskazówki zintegrowane ze światem gry miały pomagać graczowi w dalszym postępie.

## Wydanie
Prace nad Strayem zostały ogłoszone 11 czerwca 2020 podczas wydarzenia Future of Gaming, a gra obsługiwała platformy PlayStation 4, PlayStation 5 i Microsoft Windows. W zwiastunie na targach Consumer Electronics Show ze stycznia 2021 roku zaplanowano jego premierę w październiku 2021, ale ten termin został odrzucony. W lipcu 2021 roku Annapurna Interactive ujawniła w nowym zwiastunie datę premiery na początek 2022 roku, ale prace przedłużyły się do czerwca tego samego roku. Podczas czerwcowej prezentacji podano ostateczną datę premiery: 19 lipca 2022. W momencie premiery gra stała się dostępna dla subskrybentów usługi PlayStation Plus. Dwie wersje fizyczne zostały wydane przez iam8bit i Skybound Games; standardowa wersja detaliczna na PlayStation 5 z 20 września 2022 zawierała sześć map graficznych, a ekskluzywna edycja na PlayStation 4 i PlayStation 5 ukazała się w IV kwartale 2022 roku z dodatkowym plakatem i haftowaną naszywką. iam8bit zapowiedziało wydanie płyty winylowej ze ścieżką dźwiękową w pierwszym kwartale 2023 roku, a także albumu z ilustracjami Fernando Correi. Przedsprzedaż wydań fizycznych i ścieżki dźwiękowej rozpoczęła się 12 lipca 2022.
Gra została wydana 10 sierpnia 2023 na Xbox One i Xbox Series oraz 5 grudnia 2023 na macOS.

## Odbiór

### Krytyka
Stray został pozytywnie przyjęty, uzyskując w zależności od platformy od 82 do 83 punktów na 100 w agregatorze Metacritic. Chris Scullion z Video Games Chronicle uznał ją za jedną z najlepszych gier Annapurny Interactive, a Andrew Webster z „The Verge” zaliczył ją do najlepszych dotychczasowych gier roku. Kelsey Raynor z VG247 opisała grę jako „wzruszającą historię straty, samotności i zniszczenia środowiska”, a Sam Machkovech z Ars Technica stwierdził, że jest to mieszanina „atmosferycznej i złowieszczej eksploracji” z Half-Life’a (1998) i „dziecięcej fantazji klasycznych filmów Studia Ghibli”. Jakość oprawy graficznej i projekt artystyczny Stray zostały docenione przez krytyków, z których wielu szczególnie chwaliło wykorzystanie oświetlenia.
Alyse Stanley z „Washington Post” opisała Stray jako „mistrzowski kurs opowiadania historii o środowisku i projektowania poziomów”, chwaląc subtelne wskazówki przekazywane graczowi. Bill Lavoy z Shacknews uznał świat za jeden z najpiękniejszych zaprojektowanych w grach komputerowych, chwaląc dbałość o szczegóły w każdym środowisku, choć krytykował brak ustawień graficznych. Ari Notis z Kotaku porównał przerywniki filmowe do gier prestiżowych studiów, takich jak Naughty Dog. Sam Loveridge z GamesRadar+ uznawał atmosferę Stray na tle innych gier za wyjątkową, opisując uniwersum gry jako „oszałamiające miejsce, w którym można po prostu istnieć”. Blake Hester z „Game Informera” również pochwalił radość z odkrywania świata. Stephen Tailby z Push Square napisał, że gra oddaje atmosferę melancholii i nadziei. Jordan Oloman z „NME” uważał architekturę świata za najmocniejszy element gry, ale zauważał, że nie osiąga ono poziomu inteligencji i subtelności gry Nier: Automata (2017). Rachel Kaser z VentureBeat stwierdziła, że poziomy zainfekowane przez Zurki należą do najgorszych pod względem wizualnym, a niektórzy recenzenci zauważyli drobne błędy. William Hughes z A.V. Club uważał, że koncepcja podziemnego miasta zamieszkanego przez roboty przypominała „składankę znanych tropów z gier komputerowych”. Sisi Jang z Kotaku uznała Stray za niepokojący przykład technoorientalizmu.
Katharine Castle z Rock Paper Shotgun stwierdziła, że przejęcie kontroli nad kotem „oznacza co najmniej 50% atrakcyjności gry”. Realistyczne odwzorowanie zachowań kotów w rozgrywce było powszechnie chwalone; recenzenci chwalili animację i prostotę sterowania, a także płynność ruchu i nawigacji, chociaż niektórzy czasami krytykowali niewygodne sterowanie i kąty kamery podczas nawigacji. Raynor z VG247 była przygotowana na powtarzalną mechanikę, ale ostatecznie stwierdziła, że gra zapewnia trwałą rozrywkę. Keza MacDonald z „The Guardiana” uznała Stray za „wspaniały przykład tego, jak zmiana perspektywy może ożywić fikcyjną scenerię, do której przywykliśmy”. Scullion z Video Games Chronicle uznał etapy platformowe za proste, ale skuteczne, a Alessandro Barbosa z GameSpot pochwalił zrównoważone tempo pomiędzy sekwencjami rozgrywki. Pauline Leclercq z Jeuxvideo.com uważała, że łamigłówkom na ogół brakuje trudności, ale poprawiają się w drugiej połowie gry, podczas gdy Hughes z A.V. Club uważała, że zagadki na dłuższą metę są powtarzalne. Gabriel Zamora z PCMag powiedział, że jest rozczarowany brakiem wyboru platformy, a Josh Harmon z Electronic Gaming Monthly napisał, że główna część rozgrywki, składająca się z celów i łamigłówek, „w niczym nie przypomina zachowania kota”.
Kilkoro recenzentów było zaskoczonych wątkiem narracyjnym, biorąc pod uwagę prostą koncepcję gry: Stanley z „Washington Post” uznał je za niezapomniane. Webster z „The Verge” docenił „tematy od nierówności majątkowych po katastrofę ekologiczną”, a zakończenie uważał za tragiczne i piękne. Barbosa z GameSpot również uznał zakończenie za satysfakcjonujące, zauważając, że pozwoliło ono na refleksję nad relacjami pomiędzy bohaterami. Alexis Ong z Polygon odnalazła w grze tematy związane z upadkiem demokracji w Hongkongu, szczególnie w odniesieniu do brutalności policji i protestów w latach 2019–2020, powołując się na roboczy tytuł HK Project. Recenzenci chwalili robotyczne postacie w uniwersum gry, opisane przez Nata Smitha z PCGamesN jako „fantazyjne i zaskakująco ludzkie”. Loveridge z GamesRadar+ uważa, że interakcje napędzają narrację, która sama w sobie poruszała tematy trudności i przyjaźni. Raynor z VG247 również stwierdziła, że przyjaźnie zawierane w grze zawierają ładunek emocjonalny. Kaser z VentureBeat i Jon Bailes z „PC Gamer” podzielali silne uczucia do bohatera, podobnie jak do relacji między kotem i B-12.
Sekwencje walk spolaryzowały krytyków; niektórzy uważali je za napięte i ekscytujące, podczas gdy inni uważali je za nudne i mniej interesujące niż inne elementy gry. Sekwencje gier z udziałem Zurków – porównywane przez kilku krytyków do ucieczki przed głowokrabami z Half-Life’a – zostały pozytywnie opisane jako „bardziej autentyczne pod względem kociego zachowania”, a Loveridge z GamesRadar+ stwierdził, że dodają one równowagi w spokojniejszych chwilach. Damien Lawardorn z The Escapist uznał te sekwencje za skuteczny przykład body horroru oraz zaliczył je do najbardziej fascynujących i skutecznych rozdziałów gry. Webster z The Verge również uważał, że dodają one niezbędnego napięcia, porównując je do rojów szczurów z A Plague Tale: Innocence (2019), pisał jednak, że mogą one stać się frustrujące. To zdanie podzielali Tom Marks z IGN i Bailes z „PC Gamera”. Oloman z NME uznał te sekwencje za bardzo różniące się od reszty gry, a Hester z „Game Informera” uznała je za monotonne, doceniając jednocześnie ich rzadkość; Bailes z „PC Gamera” uważał je za zabawne, podczas gdy Zamora z PCMag opisała je jako zadowalające, ale uproszczone.

### Obroty
Bardzo oczekiwana po zapowiedziach, gra znalazła się na szczycie list życzeń na Steamie tuż przed premierą, bijąc rekord wydawnictwa Annapurna Interactive pod względem liczby osób jednocześnie grających na Steamie (ok. 62000 osób) i stając się najwyżej ocenianą grą roku przez użytkowników platformy. W lipcu 2022 roku stała się najczęściej pobieraną grą na PlayStation 4 i PlayStation 5 w Ameryce Północnej oraz drugą najczęściej pobieraną grą na PlayStation 5 i trzecią na PlayStation 4 w Europie. Według stanu za sierpień 2022 roku była to piąta najczęściej pobierana gra na PlayStation 5 i szósta najczęściej pobierana gra na PlayStation 4 w Ameryce Północnej oraz piąta najczęściej pobierana gra na obu platformach w Europie. We wrześniu na PlayStation 5 w Europie Stray uplasował się na 19. miejscu. Filmy przedstawiające koty oglądające nagrania Stray stały się popularne po premierze, a tematyczne konto na Twitterze @CatsWatchStray zgromadziło ponad 32 000 subskrybentów. Przed wydaniem gry Annapurna Interactive nawiązała współpracę z kilkoma organizacjami charytatywnymi, aby zebrać pieniądze dla bezdomnych kotów, oferując prezenty zachęcające do datków.

### Nagrody i wyróżnienia
Stray zdobył tytuł gry roku na PlayStation podczas 40. ceremonii wręczenia nagród Golden Joystick Awards, nagrodę Steam Awards za innowację w mechanice, dwie nagrody Game Awards 2022 oraz trzy Pegazy.
| Nagroda                       | Data                 | Kategoria                             | Wynik     | Przypis       |
| ----------------------------- | -------------------- | ------------------------------------- | --------- | ------------- |
| Golden Joystick Awards        | 22 października 2022 | Gra roku na PlayStation               | Wygrana   | [ 79 ]        |
| The Game Awards               | 8 grudnia 2022       | Najlepsza gra niezależna              | Wygrana   | [ 83 ]        |
| The Game Awards               | 8 grudnia 2022       | Najlepszy debiut niezależny           | Wygrana   | [ 83 ]        |
| The Game Awards               | 8 grudnia 2022       | Gra roku                              | Nominacja | [ 82 ]        |
| The Game Awards               | 8 grudnia 2022       | Najlepsza reżyseria ludyczna          | Nominacja | [ 82 ]        |
| The Game Awards               | 8 grudnia 2022       | Najlepsza reżyseria artystyczna       | Nominacja | [ 82 ]        |
| The Game Awards               | 8 grudnia 2022       | Najlepsza przygodowa gra akcji        | Nominacja | [ 82 ]        |
| Steam Awards                  | 3 stycznia 2023      | Innowacja w mechanice                 | Wygrana   | [ 80 ]        |
| Steam Awards                  | 3 stycznia 2023      | Gra roku                              | Nominacja | [ 80 ]        |
| Pégase                        | 9 marca 2023         | Najlepsza gra komputerowa             | Wygrana   | [ 84 ]        |
| Pégase                        | 9 marca 2023         | Najlepsza gra niezależna na komputery | Wygrana   | [ 84 ]        |
| Pégase                        | 9 marca 2023         | Najlepszy komputerowy debiut          | Wygrana   | [ 84 ]        |
| Pégase                        | 9 marca 2023         | Doskonałość wizualna                  | Nominacja | [ 84 ]        |
| Game Developers Choice Awards | 22 marca 2023        | Najlepszy debiut                      | Wygrana   | [ 85 ] [ 86 ] |
| Game Developers Choice Awards | 22 marca 2023        | Gra roku                              | Nominacja | [ 85 ] [ 86 ] |
| Game Developers Choice Awards | 22 marca 2023        | Najlepszy dźwięk                      | Nominacja | [ 85 ] [ 86 ] |
| Game Developers Choice Awards | 22 marca 2023        | Najlepszy projekt                     | Nominacja | [ 85 ] [ 86 ] |
| Game Developers Choice Awards | 22 marca 2023        | Doskonałość wizualna                  | Nominacja | [ 85 ] [ 86 ] |
| Game Developers Choice Awards | 22 marca 2023        | Największa innowacja                  | Nominacja | [ 85 ] [ 86 ] |

## Film animowany
W 2023 roku, nieco ponad rok po premierze gry, grupa Annapurna Pictures (której gałąź gier komputerowych wydała Stray) ujawniła, że pracuje nad projektem adaptacji filmu animowanego.